# Олишевская, Юлия Анатольевна
Юлия Анатольевна Олишевская (укр. Юлія Анатоліївна Олішевська; род. 2 февраля 1989, Бердичев, Житомирская область), в девичестве Шпихернюк (укр. Шпігернюк) — украинская легкоатлетка, специалистка по бегу на короткие дистанции. Выступала на профессиональном уровне в 2007—2021 годах, чемпионка Европы, серебряная призёрка юниорского мирового первенства, чемпионка Украины, участница летних Олимпийских игр в Рио-де-Жанейро.

## Биография
Юлия Шпихернюк родилась 2 февраля 1989 года в городе Бердичеве Житомирской области Украинской ССР.
Впервые заявила о себе в лёгкой атлетике в сезоне 2007 года, когда в беге на 400 метров стала серебряной призёркой первенства Украины среди юниоров в Николаеве.
В 2008 году в составе украинской сборной стартовала на юниорском мировом первенстве в Быдгоще, вместе с соотечественницами завоевала серебряную награду в зачёте эстафеты 4 × 400 метров (бежала только на предварительном квалификационном этапе).
В 2009 году на молодёжном европейском первенстве в Каунасе стала седьмой в индивидуальном беге на 400 метров и четвёртой в эстафете 4 × 400 метров. На чемпионате Украины в Ялте выиграла серебряную медаль в 400-метровой дисциплине.
В 2010 году отметилась победами на зимнем чемпионате Украины в Запорожье и на Кубке Украины в Виннице.
В 2011 году в эстафете 4 × 400 метров получила серебро на молодёжном европейском первенстве в Остраве, в беге на 400 метров выиграла чемпионат Украины в Донецке.
В 2012 году на домашних соревнованиях в Ялте и Сумах установила свои личные рекорды в беге на 400 метров на открытом стадионе и в помещении — 51,68 и 53,24 соответственно. Бежала эстафету 4 × 400 метров на чемпионате мира в помещении в Стамбуле и на чемпионате Европы в Хельсинки, во втором случае вместе с другими украинскими бегуньями Ольгой Земляк, Натальей Пигидой и Алиной Логвиненко завоевала золото. В качестве запасной бегуньи присутствовала в украинской эстафетной команде на летних Олимпийских играх в Лондоне, однако выйти здесь на старт ей не довелось.
В 2015 году в эстафете 4 × 400 метров заняла пятое место на чемпионате Европы в Праге, выступила на чемпионате мира в Пекине.
В 2016 году бежала 400 метров и эстафету 4 × 400 метров на чемпионате Европы в Амстердаме. Благодаря череде успешных выступлений удостоилась права защищать честь страны на Олимпийских играх в Рио-де-Жанейро — в программе 400 метров не смогла пройти дальше предварительного квалификационного этапа. Позднее в том же сезоне оказалось, что Олишевская провалила сделанный 19 июля допинг-тест — проба показала наличие эритропоэтина. В итоге результаты спортсменки на чемпионате Европы и на Олимпийский играх аннулировали, кроме того, её отстранили от участия в соревнованиях на 4 года
По окончании срока дисквалификации в 2021 году Юлия Олишевская возобновила спортивную карьеру и приняла участие в Киевском марафоне, где с результатом 2:52:41	финишировала второй.